# Eilean nan Each
Pour les articles homonymes, voir Horse Island.
Eilean nan Each ou Horse Island, est une île inhabitée du Royaume-Uni située en Écosse.